# Sternopygus
Sternopygus é um gênero de peixes sul-americanos de água doce.

## Espécies
- Sternopygus aequilabiatus (Humboldt, 1805)
- Sternopygus arenatus (Eydoux & Souleyet, 1850)
- Sternopygus astrabes Mago-Leccia, 1994
- Sternopygus branco Crampton, Hulen & Albert, 2004
- Sternopygus dariensis Meek & Hildebrand 1916
- Sternopygus macrurus (Bloch & J. G. Schneider, 1801) (Longtail knifefish)
- Sternopygus obtusirostris Steindachner, 1881
- Sternopygus pejeraton L. P. Schultz, 1949
- Sternopygus xingu Albert & W. L. Fink, 1996